# Israel Ber Neumann

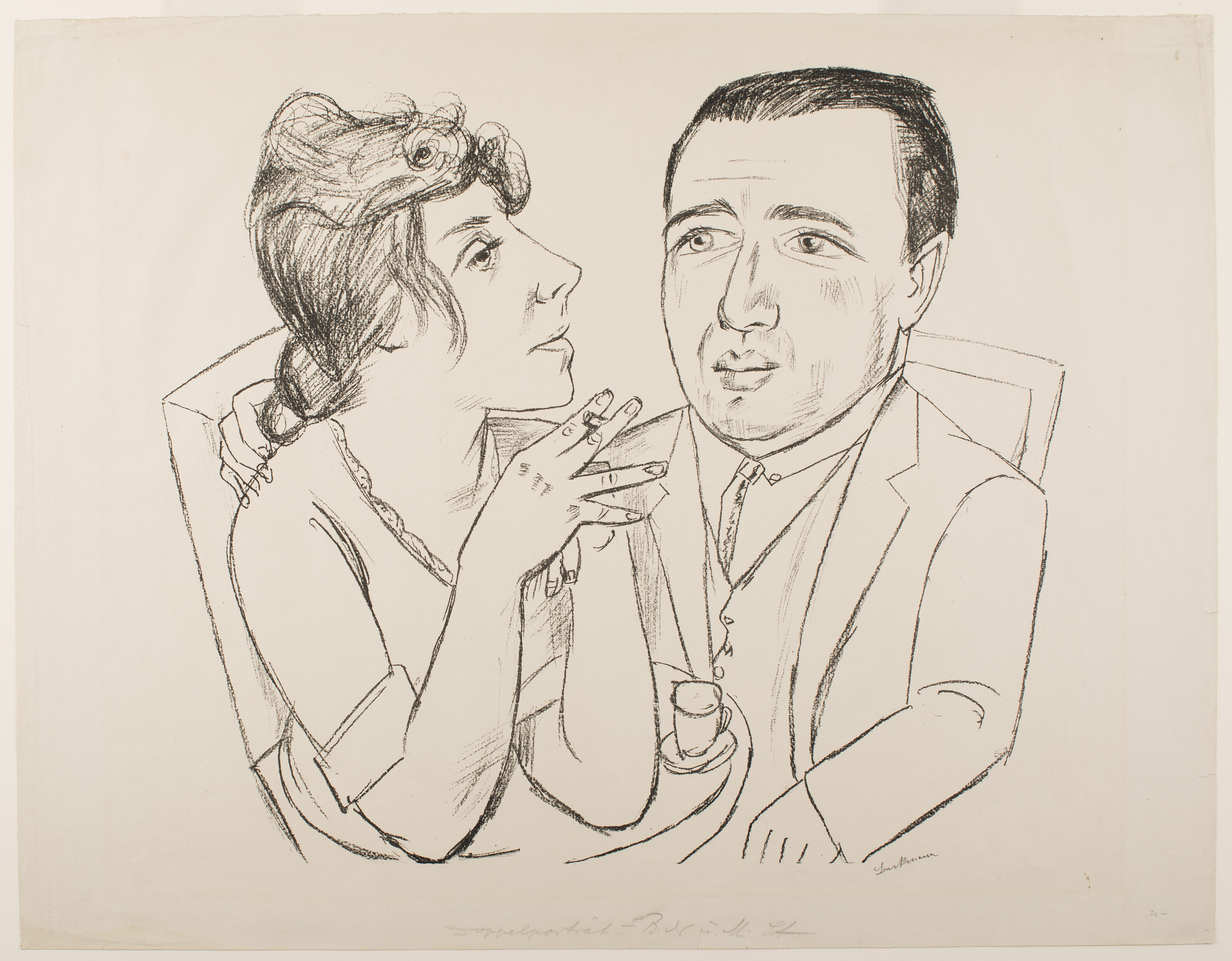
Max Beckmann: I.B. Neumann und Martha Stern, 1922

Israel Ber Neumann auch: Jsrael Ber Neumann, J. B. Neumann oder I. B. Neumann (geboren 1887 in Skole, Galizien, Österreich-Ungarn; gestorben 1961 in New York City) war ein deutsch-US-amerikanischer Kunsthändler und Verleger, der sich um die Etablierung der Kunst des 20. Jahrhunderts in Deutschland und in den USA verdient gemacht hat.

## Wirken
1910 übernahm Neumann eine Buchhandlung am Kurfürstendamm in Berlin in der Nachbarschaft der Berliner Secession und begann Graphikausstellungen zu veranstalten sowie Literatur zur zeitgenössischen Kunst zu verlegen. Ab 1912 gab es eine Dependance in Charlottenburg für Gemälde.
Am 22. Januar 1918 funktionierte Richard Huelsenbeck eine Lesung expressionistischer Dichter zum Dada-Vortrag um. Im März des gleichen Jahres fand dann bei Neumann die erst Dada-Ausstellung in Deutschland statt.
Neumann bemühte sich in diesen Jahren, in einer Reihe von Kooperationen und Filialen seine Künstler in ganz Deutschland bekannt zu machen. So gab es eine Kooperation mit Zinglers Kabinett in Frankfurt und mit dem Graphischen Kabinett von Bergh & Co. in Düsseldorf. Er gründete 1920 in Bremen (heute: Kunsthandlung Wolfgang Werner) und 1922 in München (später: Kunsthandlung Günther Franke) Graphische Kabinette.

## Emigration
1924 übernahm Karl Nierendorf das Berliner Kabinett, nachdem I. B. Neumann, wie ihn seine Freunde immer nur nannten 1923 in die USA übersiedelt war und erfolgreich eine Galerie in New York eröffnet hatte. Er stellte dort seine deutschen Künstlerfreunde Alexander Archipenko, Alexander Calder, Marc Chagall, Paul Klee, Ernst Ludwig Kirchner, Otto Mueller, Emil Nolde, Max Pechstein und Karl Schmidt-Rottluff aus. Zur Propagierung der modernen Kunst edierte er die Zeitschrift Artlover.
Künstler wie Max Beckmann, Conrad Felixmüller, George Grosz, Otto Dix und Rudolf Schlichter förderte er bereits ganz zu Beginn von deren Karrieren und er war auch maßgeblich daran beteiligt, dass deren Namen in den USA bekannt wurden.
Ein Teil seines schriftlichen Nachlasses, darunter eine unpublizierte Autobiografie, und des Nachlasses seiner Galerie befindet sich im Archiv des Museum of Modern Art in New York.